# Birger Nygell
Karl Birger Noaksson Nygell, född 9 september 1922 i Ärentuna församling i Uppsala län, död 27 november 2009 på Ekerö, var en svensk arkitekt.

## Biografi
Birger Nygell hade sin uppväxt i Vallentuna. Efter några år i USA med bland annat jobb på olika byggen i Chicago återvände han till Sverige. I mitten av 1950-talet blev han anställd arkitekt vid HSB:s arkitektkontor. Som sådan ritade han en lång rad bostadsrättslägenheter runtom i Sverige. Kända blev de så kallade Lambohovshusen och Vidingsjöhusen som HSB byggde i stadsdelarna Lambohov och Vidingsjö i Linköping. De blev en stor framgång och kom att uppföras i flera svenska städer och orter.
Från slutet av 1950-talet hade han egen arkitektverksamhet, några år tillsammans med arkitekt Roland Zuber. Från den tiden existerar några intressanta radhusområden, bland annat i kvarteren Kampö och Hartsö (uppförda 1957-1958) i Farsta. Tillsammans med trädgårdsarkitekten Sylvia Gibson skapade Nygell en boendemiljö av hög kvalitet som är en typisk representant för den svenska folkhemsarkitekturen efter andra världskriget. Bebyggelsen är grönmärkt av Stadsmuseet i Stockholm vilket innebär "särskilt värdefull från historisk, kulturhistorisk, miljömässig eller konstnärlig synpunkt".
Nämnas bör även Jakobslundsvägens radhusområde och ett liknande område vid Gärdsmygsvägen båda i Huddinge kommun uppförda på 1960-talets mitt vilka klassats av kommunen som ”särskilt värdefull kulturmiljö”.
Nygell bodde under stor del av sitt liv på Ekerö och deltog aktivt i bevarandet av Jungfrusundsåsen som friluftsområde och utformandet av Ekerö centrum och dess slutliga placering i nära samarbete med arkitekten Ralph Erskine som han var god vän med.

## Bilder (verk i urval)

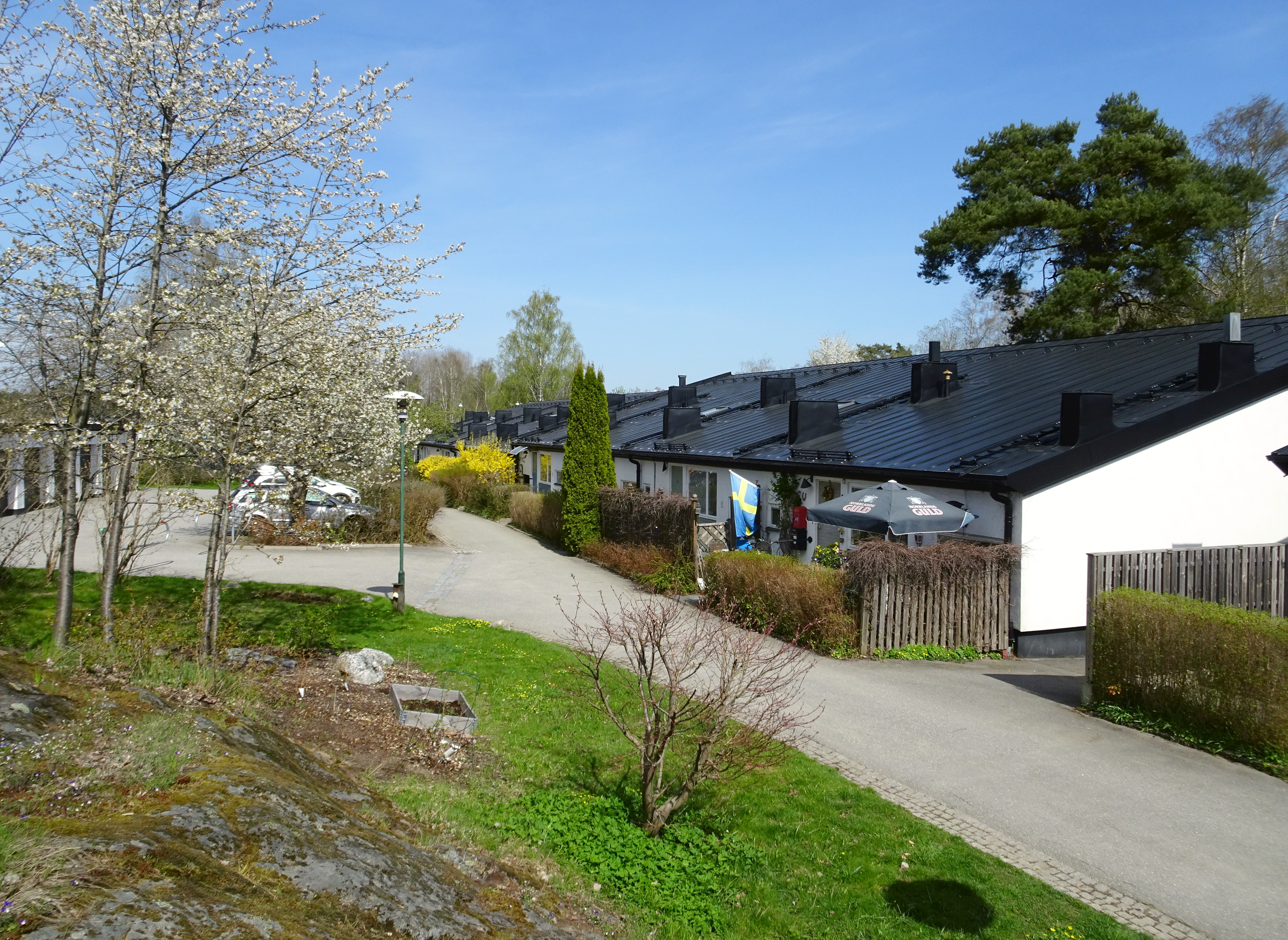
Radhus i kvarteret Hartsö, Farsta (1957).
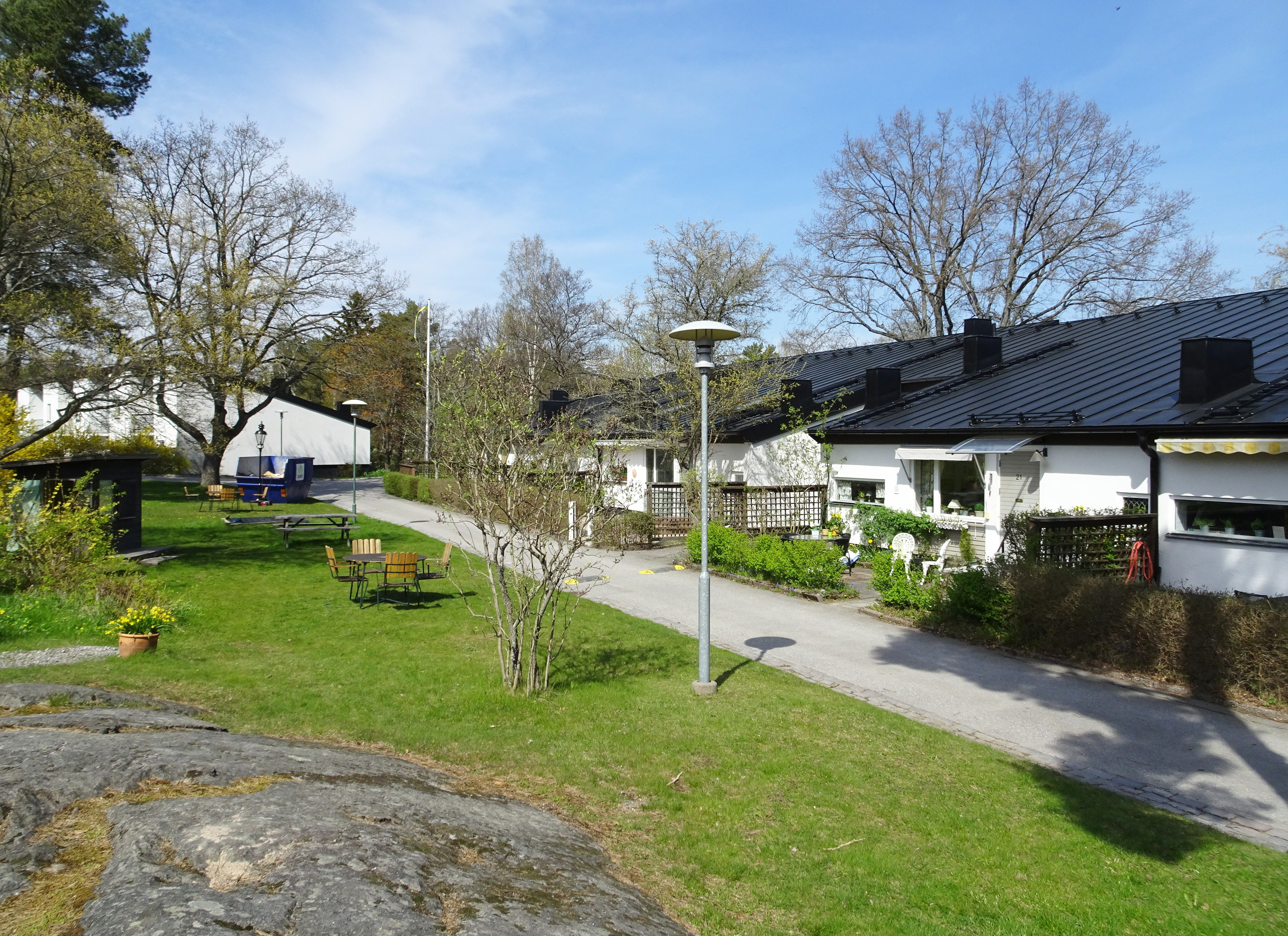
Radhus i kvarteret Kampö, Farsta (1958).
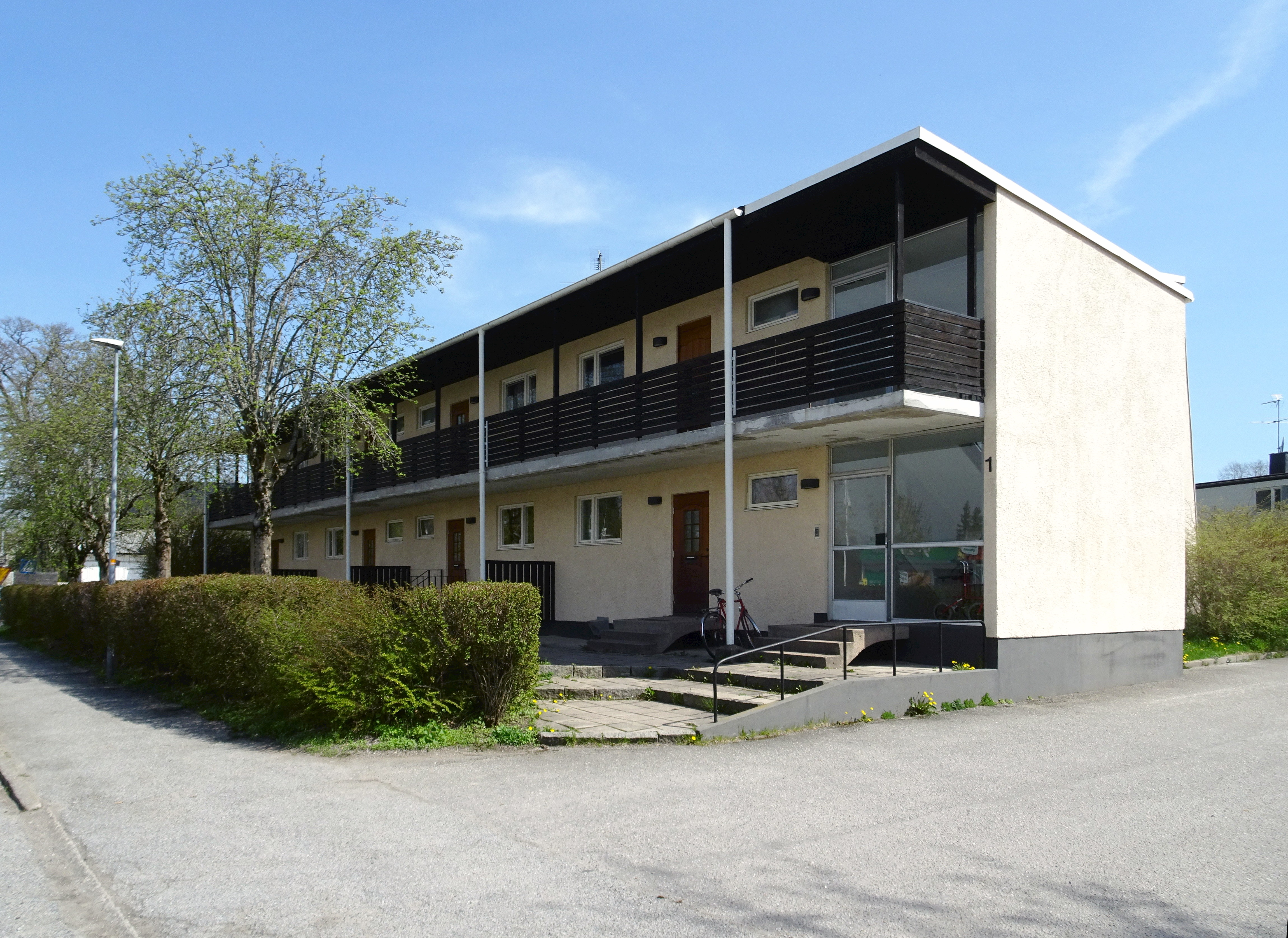
Loftgångshus, Orrvägen, Huddinge (1962).
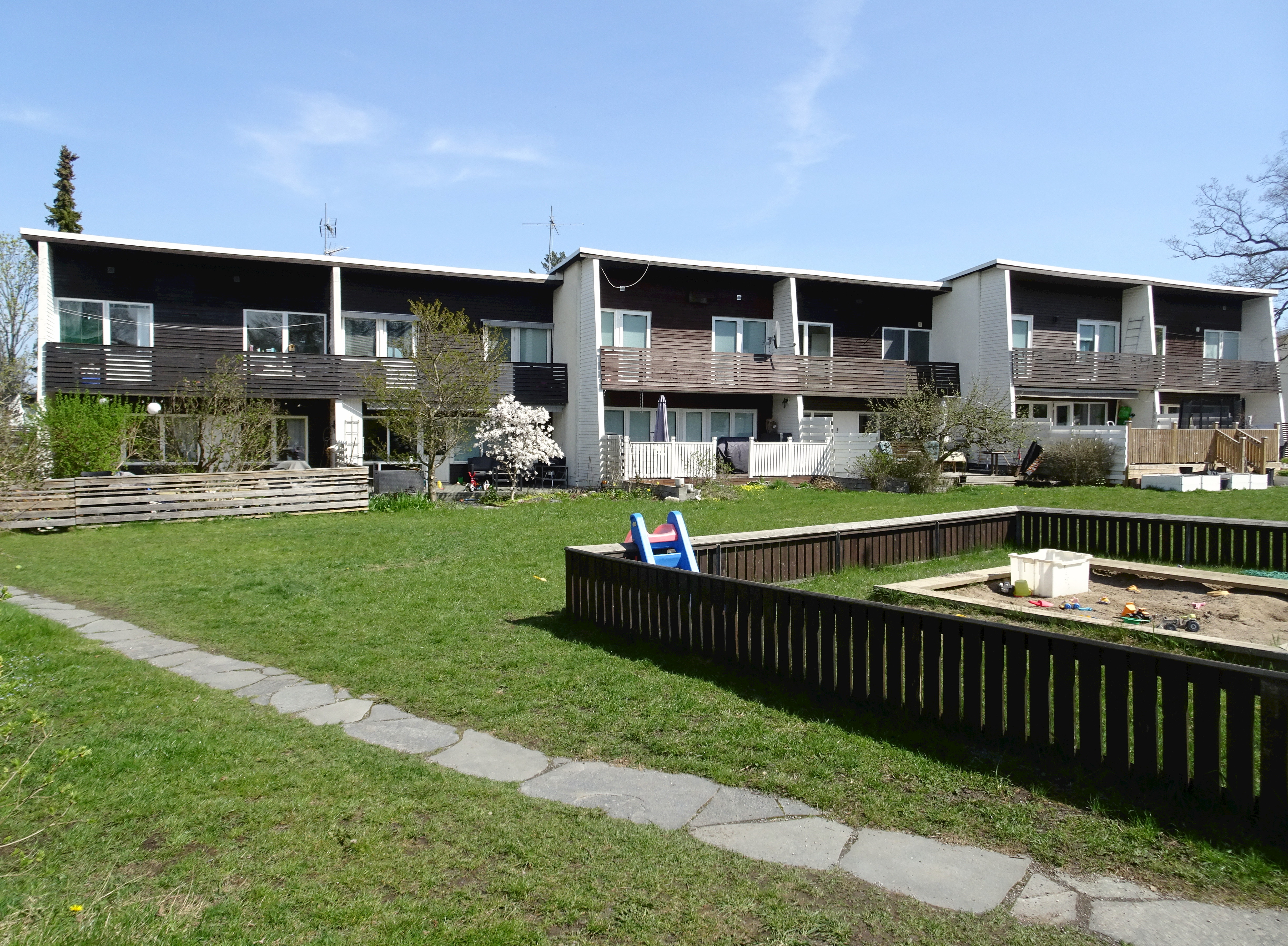
Radhus, Gärdsmygsvägen, Huddinge (1962).
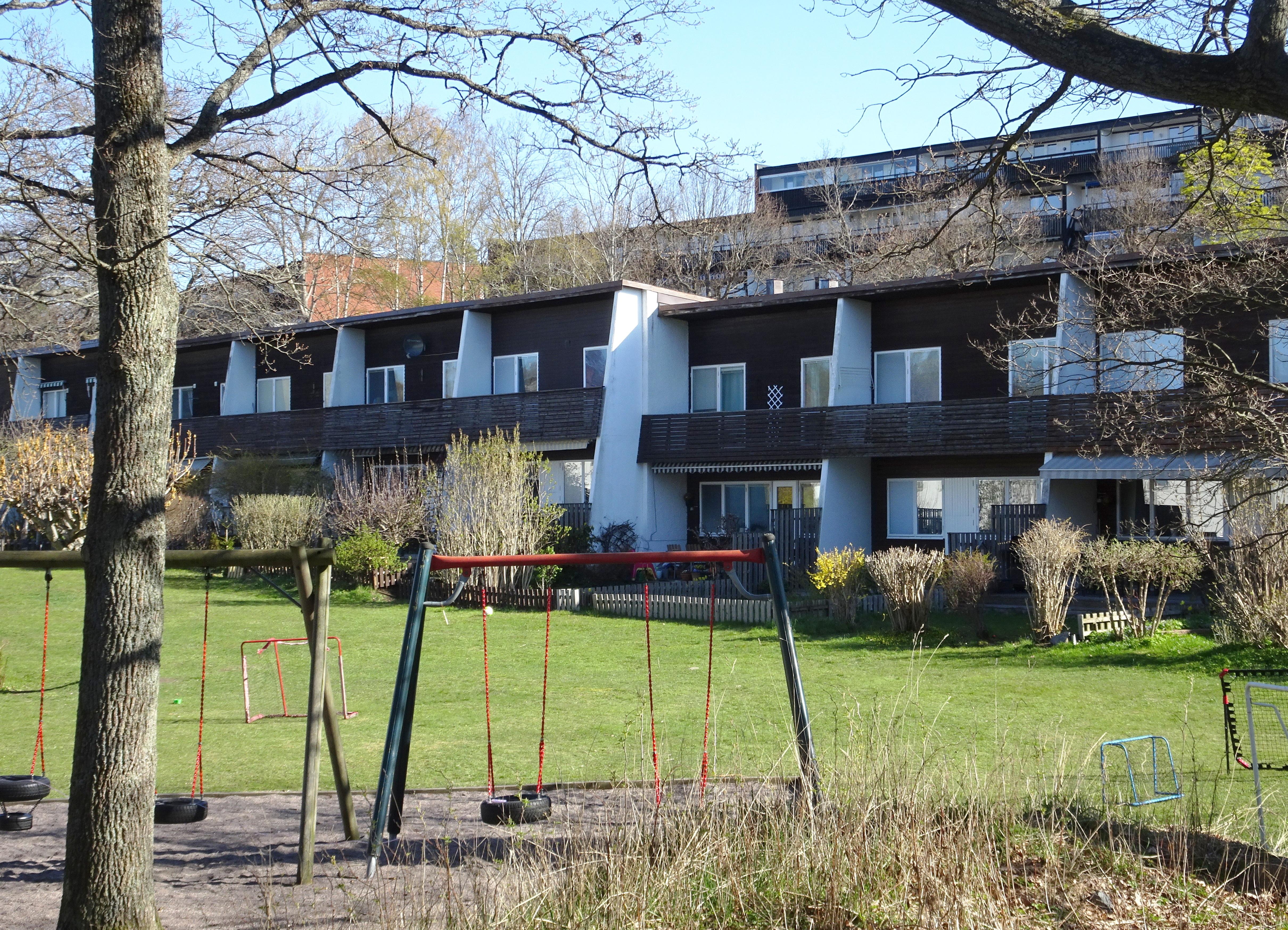
Jakobslundsvägens radhusområde, Huddinge (1963).